# Bzipi (región)
Bzipi (en abjasio: Бзыԥын, romanizado: Bzypyn, en georgiano: ზუფუ, romanizado: Zupu; en ruso: Бзыпын, romanizado: Bzypyn) es una de las siete regiones históricas de Abjasia y, en consecuencia, una de las siete estrellas de la bandera de Abjasia representa Bzipi. Los residentes locales pertenecen al grupo etnográfico de los abjasios bzipi.
La capital histórica de Bzipi era el pueblo de Lyjny.

## Geografía
La región de Bzipi ocupó la gran mayoría del territorio de los actuales distritos de Gudauta y Gagra, entre el desfiladero de Gagra y el río Gumista.

## Historia
Obtuvo su nombre del río Bzipi (en abjasio: Bzyҧ, romanizado: Bzyp) + sufijo locativo -yn. Históricamente, es el sucesor del Principado de Abazgia, como patria de los abasgoi, antecesores de los abjasios.